# Jacques Feyder
Pour les articles homonymes, voir Feyder.
Jacques Frédérix dit Jacques Feyder, est un réalisateur, scénariste, acteur, producteur de cinéma et monteur d'origine belge, naturalisé français, né le 21 juillet 1885 à Ixelles (Belgique) et mort le 24 mai 1948  à Prangins (Suisse). Il compte plus d'une quarantaine de films à son actif dont 39 en tant que réalisateur et très souvent scénariste, et couvre par sa production la période du muet aux films sonores, tournant en Europe et aux États-Unis.

## Biographie
Jacques Feyder, né à Ixelles le 21 juillet 1885, de son vrai nom Jacques Frédérix, est le fils d'Alfred Frédérix, avocat, président du Cercle artistique de Bruxelles, administrateur de la Compagnie internationale des Wagons-Lits et d'Angèle Piérard,. Il est également le petit-fils de Gustave Frédérix, célèbre critique théâtral belge.
Rejetant une carrière militaire que projette sa famille, il débute au théâtre comme acteur en 1908. Il y rencontre sa future épouse, actrice également, Françoise Rosay. Il la fera tourner ultérieurement dans ses principaux films. Deux de leurs enfants seront réalisateurs, Paul Feyder et Bernard Farrel.
Puis il est figurant dans plusieurs films avant de devenir l'assistant de Gaston Ravel de 1912 à 1915. Le métier de réalisateur cinématographique n'est alors pas reconnu comme un métier de créateur. Il figure ainsi rarement au générique avant la Première Guerre mondiale.  
Mais il se passionne progressivement pour ce cinéma, et commence à réaliser des courts métrages dans la seconde partie des années 1910, tel le court métrage Têtes de femmes, femmes de tête. Il est faiblement rémunéré par Gaumont, un franc le mètre de pellicule tournée. Cette passion pour la réalisation cinématographique l’amène à adopter un pseudo. Ainsi de Frédérix, il passe à Feyder (il habite à Bruxelles à côté de la rue Faider). Sa rencontre avec Tristan Bernard lui permet d'adapter certaines de ses comédies. Il tourne en Afrique son premier grand film, L'Atlantide (d'après le roman homonyme de Pierre Benoit, 1919) en 1921, dans des décors naturels, pendant huit mois. Cette œuvre révèle sa maîtrise de la peinture des grands espaces, maîtrise que l'on retrouve dans un autre chef-d'œuvre, Visages d'enfants (tourné en 1923, sorti en 1925), tourné en grande partie en décors naturels dans le Haut-Valais. La critique de l'époque souligne l'authenticité du cadre. Pour L'Atlantide, déjà, Feyder a refusé de tourner ses extérieurs en France où les paysages désertiques de Fontainebleau auraient pu faire l'affaire. Il a tenu à partir pour le Sahara, sur les lieux décrits par Pierre Benoit pour tourner ses extérieurs. « Il y a dans L’Atlantide un grand acteur, c’est le sable » dira Louis Delluc.
Pour Visages d'enfants, Feyder emmène sa troupe dans le Haut-Valais, où sont tournés tous les extérieurs pendant le printemps et l'été de 1923. D'authentiques paysans, dont beaucoup n'ont jamais vu une caméra, ni même assisté à une projection de film, composent la figuration. Ces scènes sont tournées dans le village de Grimentz, où Feyder et Françoise Rosay reviendront près de vingt ans plus tard pour la réalisation d'Une femme disparaît. Seuls les intérieurs du chalet et la chapelle, enterrés sous l'avalanche, tout comme certains raccords, sont tournés en studio à Paris.
Si l'exemple des films suédois a été bien compris par Feyder lors du tournage de Visages d'enfants, l'influence de Gance et même de D. W. Griffith sont tout aussi sensibles, notamment avec le montage accéléré de La Roue que Feyder utilise dans Visages d'enfants pour traduire le désarroi du jeune orphelin à l'enterrement de sa mère.

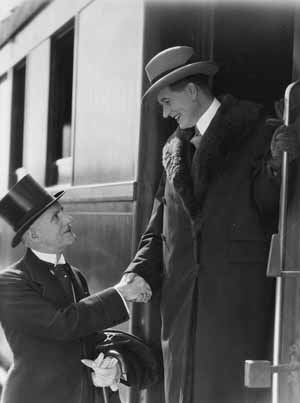
Henry Roussell et Albert Préjean (à droite) dans Les Nouveaux Messieurs (1929).

Visages d'enfants, production coûteuse, assoit la réputation de Jacques Feyder comme cinéaste prodigue. Le triomphe de L'Atlantide n'est pas effacé dans l'esprit des producteurs ni les exigences du réalisateur qui ont fait de ce film le plus coûteux de la production française de l'époque. Le tournage en extérieur a fortement augmenté le budget : prévu pour deux mois, le tournage dans le Haut Valais s'étire sur quatre. Des déboires d'ordres financiers mettent en péril le destin commercial du film. Soucieux d'assurer une meilleure diffusion à leurs films – à l'instar des Artistes Associés –, Feyder et quelques confrères, Max Linder et René Hervil, créent un consortium, les Grands Films Indépendants. Mais un désaccord survient entre Feyder et l'administrateur à la suite duquel les bobines impressionnées de Visages d'enfants sont mises sous séquestre. Feyder doit attendre un an – pendant lequel il tourne L'Image à Vienne pour la Vita-Film – avant d'achever son montage. Présenté en janvier 1925 Visages d'enfants sort enfin en mars de la même année, salué comme un film charnière par la critique mais boudé par le public. Jean Mitry, historien et théoricien français du cinéma, écrit cependant : « S'il me fallait retenir un seul film de toute la production française des années 1920, c'est assurément Visage d'enfants que je retiendrais. ».
À la suite du succès de L'Atlantide, il projette d'adapter un autre roman de Pierre Benoit alors en cours d'écriture, Le Roi lépreux (1927). Pour cela, au début de l'année 1927, il se rend avec l'écrivain en Indochine et visite le site d'Angkor, au centre du roman. Il en ramène le court-métrage Au pays du roi lépreux (1926), documentaire constituant une sorte de bande-annonce pour le film, mais le projet n'aboutira pas.
Il est naturalisé français. Son dernier film muet en France est Les Nouveaux Messieurs, une satire politique diffusé en 1929 qui  suscite des demandes d'interdiction en France et y est censuré pour «atteinte à la dignité du Parlement et de ses ministres». En 1928, Feyder part pour Hollywood où il est sous contrat avec la MGM jusqu'en 1933. Il réalise entre autres deux films avec la star Ramon Novarro, Daybreak et Le Fils du radjah, où l'on reconnaît sa recherche de lumière et son sens de la poésie.
De retour en France, il met le pied à l'étrier à Marcel Carné en le choisissant comme assistant dans Le Grand Jeu, Pension Mimosas et La Kermesse héroïque. Le Prix international de la mise en scène lui est décerné en 1936 à la Mostra de Venise pour La Kermesse héroïque.
Quand la Seconde Guerre mondiale survient, Jacques Feyder est réalisateur depuis une trentaine d'années et termine ce parcours. Il est passé du cinéma muet au cinéma sonore. Il a vu l’industrie du cinéma se structurer et l’importance de son métier de réalisateur être davantage reconnu dans cette industrie. Il tourne un film, La Piste du Nord, en début d’année 1939. Le film est sélectionné pour la première édition du Festival de Cannes, mais cette édition  est annulée à la suite du déclenchement du conflit.
Il tourne ensuite Une femme disparaît, avec sa femme, Françoise Rosay, puis supervise encore un jeune réalisateur, Marcel Blistène, pour  Macadam en 1946.
Il meurt en Suisse le 24 mai 1948. Ses obsèques ont lieu le 1er juin 1948 à Bruxelles et il est inhumé au Cimetière de Bruxelles à Evere.
Un lycée porte aujourd'hui le nom de Jacques-Feyder à Épinay-sur-Seine (Seine-Saint-Denis).

## Distinctions
- Chevalier de la Légion d'honneur en 1927 [13]

## Filmographie

### Réalisateur

#### Longs métrages
- 1921 : L'Atlantide ;
- 1922 : Crainquebille ;
- 1923 : L'Image (Das Bildnis) ;
- 1925 : Visages d'enfants ;
- 1926 : Gribiche ;
- 1926 : Carmen ;
- 1928 : Thérèse Raquin ;
- 1929 : Les Nouveaux Messieurs ;
- 1929 : Le Baiser (The Kiss) ;
- 1930 : Le Spectre vert ;
- 1930 : Si l'empereur savait ça ;
- 1930 : Olympia ;
- 1931 : Anna Christie (version allemande de Anna Christie, film américain de Clarence Brown, sorti en 1930) ;
- 1931 : Daybreak ;
- 1931 : Le Fils du radjah, Son of India ;
- 1934 : Le Grand Jeu ;
- 1935 : Pension Mimosas ;
- 1935 : Die Klugen Frauen ;
- 1935 : La Kermesse héroïque ;
- 1937 : Le Chevalier sans armure (Knight Without Armour) ;
- 1938 : Les Gens du voyage (Fahrendes Volk) ;
- 1939 : La Piste du nord ;
- 1942 : Une femme disparaît.

#### Courts métrages
- 1915 : Des pieds et des mains (en) ;
- 1916 : Un conseil d'ami ;
- 1916 : La Trouvaille de Buchu ;
- 1916 : Tiens, vous êtes à Poitiers ? ;
- 1916 : Le Pied qui étreint ;
- 1916 : La Pièce de dix sous ;
- 1916 : Le Pardessus de demi-saison ;
- 1916 : Monsieur Pinson policier ;
- 1916 : L'Homme de compagnie ;
- 1916 : Le Bluff ;
- 1916 : Biscot se trompe d'étage ;
- 1916 : Abrégeons les formalités ;
- 1916 : Têtes de femmes, femmes de tête ;
- 1917 : Les Vieilles Femmes de l'hospice ;
- 1917 : Le Ravin sans fond ;
- 1917 : L'instinct est maître ;
- 1917 : Le Frère de lait ;
- 1917 : Le Billard cassé ;
- 1918 : La Faute d'orthographe ;
- 1926 : Au pays du roi lépreux[8].

### Scénariste
- 1916 : La Faute de Pierre Vaisy ;
- 1920 : L'Atlantide ;
- 1922 : Crainquebille ;
- 1925 : Visages d'enfants ;
- 1926 : Gribiche ;
- 1926 : Carmen ;
- 1929 : Les Nouveaux Messieurs ;
- 1929 : Gardiens de phare ;
- 1934 : Le Grand Jeu ;
- 1935 : Pension Mimosas ;
- 1938 : Fahrendes Volk ;
- 1938 : Les Gens du voyage ;
- 1939 : La Piste du nord ;
- 1942 : Une femme disparaît.

### Acteur
- 1912 : Cendrillon ou la Pantoufle mystérieuse de Georges Méliès ;
- 1913 : Le Trait d'union de Henri Pouctal ;
- 1913 : Protéa de Victorin-Hippolyte Jasset ;
- 1915 : Le Troisième larron de Charles Burguet ;
- 1915 : La Pépite d'or de Charles Burguet ;
- 1915 : Autour d'une bague de Gaston Ravel ;
- 1915 : Protéa III : La Course à la mort de Joseph Faivre ;
- 1916 : Les Vampires 5 : L'Évasion du mort de Louis Feuillade ;
- 1916 : Quand minuit sonna de Charles Burguet ;
- 1916 : Monsieur Pinson policier de Jacques Feyder et Gaston Ravel ;
- 1916 : La Faute de Pierre Vaisy de Jacques de Baroncelli.

### Producteur
- 1942 : Une femme disparaît.

### Monteur
- 1926 : Carmen.